# Pequot
Pequot (Ostale varijante;Maquot, Nameaug, Nameauk, Pakaud, Paquatauog, Peacott, Peaquitt, Peaquod, Peaquot, Peacoate, Peacoat, Pecod, Pecoit, Pecott, Pecquod, Pecuott, Peequot, Pegod, Pekash, Pekoath, Pekoct, Pekot, Pek8atsaks, Pequana, Pequant, Pequat, Pequatit, Pequatoo, Pequatt, Pequeat, Pequente, Pequet, Pequetan, Pequett, Pequid, Pequim, Pequin, Pequit, Pequite,  Pequitoog,  Pequitt,  Pequoadt, Pequod, Pequoid, Pequoit, Pequoite, Pequote, Pequotoh, Pequott, Pequoyt, Pequt, Pequtt, Pequttoog, Pequut, Pequuttoog, Peqvwit, Peqwit, Pigwoot, Pyquan, Sickaname), pleme Algonquian Indijanaca s obale okruga New London u Connecticutu, od Niantic Rivera pa do granice s Rhode Islandom. Izvorno Pequoti su bili udruženi s Mohegan Indijancima, čiji je vođa u vrijeme prvog kontakta bio poglavica Sassacus. 
Sassacus je imao kćerku za koju je bio ženjen Uncas, poglavica Mohegana, koji se pobunio protiv Sassacusa, nakon čega su se Pequoti pokrenuli prema jugu, i zauzeli zemlju sve do Connecticut Rivera. Taj kraj su nastanjivali Indijanci Niantic, koji su prodorom Pequota ostali podijeljeni na dvije grupe, Zapadne i Istočne. Odvajanje Pequota od Mohegana i do cijepanja Niantica dolazi 1630.-tih godina. U dolini Connecticuta bilo je engleskih naseljenika, i pojava Pequota u tom kraju dovodi do brojnih trzavica, što je na koncu 1637. dovelo do rata poznatog kao 'Pequot War'. Kao uzrok povjesničari uzimaju ubojstvo engleskog trgovca Johna Oldhama, nakon čega su Englezi pod vodstvom Johna Masona i Johna Underhilla napali na Pequote, na Pequot Riveru. Oko 500 Indijanaca je uništeno, ostali su se raspršili. Tako je jedna grupa otišla na Long Island, druga bježi u unutrašnjost, i treća pod vodstvom Sassacusa je zaustavljena blizu Fairfielda u Connecticutu, gdje su gotovo svi pobijeni ili zarobljeni. Zarobljeni Pequoti prodani su kao robovi kolonistima u Zapadnim Indijama (Karibi). Sassacus i nekoliko njegovih ratnika uspjeli su umaknuti no kasnije su pali u ruke Mohawk Indijanaca. Potomaka Pequota ima i danas, organizirani su u dva plemena -Mashantucket i Paucatuck.

## Ime
Ime Pequot prema Trumbullu (1818) znači 'destroyers'.

## Sela
Pequoti su imali 19 sela u Connecticutu i jedno u Rhode Islandu, viz.:
Asupsuck, kod Stoningtona; 
Aukumbumsk ili Awcumbuck, blizu Gales Ferrya; 
Aushpook, na mjestu Stoningtona; 
Cosattuck, vjerojatno blizu Stoningtona; 
Cuppanaugunnit, vjerojatno u New London County; 
Mangunckakuck, možda na Thames River blizu Mohegana; 
Maushantuxet, današnji Ledyard; 
Mystic, blizu West Mystica na zapadnoj strani Mystic Rivera; 
Monhunganuck, blizu Beach Pond, današnji Voluntown; 
Nameaug, blizu New Londona; 
Noank, na sadašnjem mjestu istoimenog grada; 
Oneco, na istoimenom mjestu u Sterlingu; 
Paupattokshick, na donjem toku Thames Rivera; 
Pawcatuck, vjerojatno na istoimenom mjestu u Washington County, R. I.; 
Pequotauk, blizu New Londona; 
Poquonock Poquonock, kod Popuonock Bridgea; 
Sauquonckackock, na zapadnojk strani Thames Rivera kod Mohegana; 
Shenecosset, blizu Midwaya u današnjem Grotonu; 
Tatuppequauog, na Thames Riveru blizu Mohegana; 
Weinshauks, blizu Grotona; 
Wequetequock, na istočnoj strani istoimene rijeke.

## Kultura
Pequoti su kulturno pripadali plemenima Istočnih šuma. Sjedioci, ratari i lovci.

## Populacija
Pequoti su 1600. imali oko 2,200 duša. Nakon rata na izvornom teritoriju (1674.) bilo ih je 1,500; 140 (1762.); 40 (1832.); 66 (1910.), od čega 49 u Connecticutu i 17 u Massachusettsu. -Prema popisu 1990. pleme Mashantucket ima 320 duša da bi 2005 se popela na 785, većinom su to potomci Pequota koji su se u najnovije vrijeme nanovo počeli okupljati pod svojim plemenskim imenom. Pleme živi od kockarnica, a Foxwoods Resort Casino je najveća na svijetu. Pleme Paucatuck danas živi u okrugu New London u Connecticutu, na Pawcatuck (Eastern Pequot) Reservation.

## Vanjske poveznice
- Pequot Tribe  Arhivirana inačica izvorne stranice od 26. lipnja 2006. (Wayback Machine)
- Pequot War
- Pequot Hostory
- Pequot
- Pequot  Arhivirana inačica izvorne stranice od 10. rujna 2015. (Wayback Machine)
- Pequot